# Kilian & Jo
Kilian & Jo ist ein deutsches Musikproduzentenduo, bestehend aus Kilian Wilke und Johannes Burger.

## Geschichte
Die beiden Mitglieder des Duos fingen beide an derselben Universität an, ein Fach im Musikbereich zu studieren, lernten sich aber erst aufgrund eines Praktikums in dem Musikstudio des Produzententeams Beatgees kennen.
Nachdem sie zuvor bereits als Musikproduzenten für andere Musiker tätig gewesen waren, erschienen ab 2015 auch eigene Veröffentlichungen. Die 2016 erschienene Single Suburbia mit einem Gastauftritt des schwedischen Sängers Erik Rapp erreichte Platz 47 der schwedischen Singlecharts und wurde dort mit einer Platinschallplatte ausgezeichnet.
Am häufigsten hat das Duo mit dem Rapper Majan zusammengearbeitet.

## Diskografie

### Singles
- 2015: Little Love (feat. Conrad Sewell & Sons of Midnight)
- 2016: Suburbia (feat. Erik Rapp)
- 2018: Lose Myself
- 2018: Strobe Lights (Mogli feat. Kilian & Jo)
- 2018: Higher (feat. Prof. X & Ásdís)
- 2019: Under the Influence (KLP feat. Kilian & Jo)
- 2019: Nie Da (mit Jugglerz & Majan)

### Remixes (Auswahl)
- 2016: Satelite (Kilian & Jo Remix) (Sara Hartman)
- 2018: Flashing Lights (Kilian & Jo Mix) (Brookes Brothers feat. Shezar & Bossman Birdie)
- 2020: Make The Most Of This (Kilian & Jo Remix) (Evan Klar)
- 2021: Stray Dogs (Kilian & Jo Remix) (Fvlcrvm)

### Autorenbeteiligungen und Produktionen
Kilian & Jo als Autoren (A) und Produzenten (P) in den Charts
| Jahr | Titel Interpretation                            | Höchstplatzierung, Gesamtwochen, AuszeichnungChartplatzierungen (Jahr, Titel, Interpretation, Platzierungen, Wochen, Auszeichnungen, Anmerkungen) | Höchstplatzierung, Gesamtwochen, AuszeichnungChartplatzierungen (Jahr, Titel, Interpretation, Platzierungen, Wochen, Auszeichnungen, Anmerkungen) | Höchstplatzierung, Gesamtwochen, AuszeichnungChartplatzierungen (Jahr, Titel, Interpretation, Platzierungen, Wochen, Auszeichnungen, Anmerkungen) | Anmerkungen                            |
| Jahr | Titel Interpretation                            | DE | AT | CH | Anmerkungen                            |
| ---- | ----------------------------------------------- | --- | --- | --- | -------------------------------------- |
| 2015 | Geiles Leben P Glasperlenspiel                  | DE2 Diamant · (56 Wo.)DE | AT2 Gold · (38 Wo.)AT | CH1 Gold · (37 Wo.)CH | Erstveröffentlichung: 28. August 2015  |
| 2019 | 1975 A, P Majan & Cro                           | DE52 (2 Wo.)DE | AT44 (1 Wo.)AT | CH97 (1 Wo.)CH | Erstveröffentlichung: 10. Mai 2019     |
| 2020 | Lonely A Tujamo & Vize feat. Majan              | DE34 Gold · (20 Wo.)DE | AT44 Gold · (12 Wo.)AT | — | Erstveröffentlichung: 29. Mai 2020     |
| 2021 | Out of Order A, P Majan & Fourty                | DE90 (1 Wo.)DE | — | — | Erstveröffentlichung: 11. Januar 2021  |
| 2021 | Get Me Out A, P Majan & Fourty                  | DE87 (1 Wo.)DE | — | — | Erstveröffentlichung: 19. März 2021    |
| 2021 | Liebe zu dritt P Provinz feat. Majan & Jeremias | DE77 (1 Wo.)DE | — | — | Erstveröffentlichung: 13. August 2021  |
| 2022 | Wenn ich du wäre A, P Montez                    | DE33 (3 Wo.)DE | — | — | Erstveröffentlichung: 23. Juni 2022    |
| 2022 | Fallin A Cro                                    | DE59 (1 Wo.)DE | AT53 (1 Wo.)AT | — | Erstveröffentlichung: 21. Juli 2022    |
| 2022 | Keine Antwort A, P Montez                       | DE47 (2 Wo.)DE | — | — | Erstveröffentlichung: 11. August 2022  |
| 2023 | Jeden Tag mehr A, P Montez                      | DE26 (10 Wo.)DE | AT60 (2 Wo.)AT | — | Erstveröffentlichung: 23. Februar 2023 |